# Пам'ятки архітектури Горохівського району
Станом на 1 січня 2009 року у Горохівському районі Волинської області нараховується 53 пам'яток архітектури, з яких 15 — національного значення.
| № п/п                  | Найменування пам'ятки (матеріал)                  | Адреса                 | Дата спорудження (автор) | Охор. № та № у комплексі | Дата і № рішення                                                 |
| Національного значення | Національного значення                            | Національного значення | Національного значення   | Національного значення   | Національного значення                                           |
| ---------------------- | ------------------------------------------------- | ---------------------- | ------------------------ | ------------------------ | ---------------------------------------------------------------- |
| 1                      | Костел Святої Тріїці (мур.)                       | м. Берестечко          | 1711 р.                  | 98/1                     | Постанова Ради Міністрів УРСР від 24.08.63 №970                  |
| 2                      | Дзвіниця (мур.)                                   | м. Берестечко          | 2 пол. 18 ст.            | 98/2                     | -//-                                                             |
| 3                      | Каплиця Святої Теклі (мур.)                       | м. Берестечко          | 17 ст.                   | 99                       | -//-                                                             |
| 4                      | Церква святого Миколи (дер.)                      | с. Борочиче            | 1678 р.                  | 100                      | -//-                                                             |
| 5                      | Церква Воздвиження Чесного Хреста (дер.)          | с. Вільхівка           | 1782 р.                  | 101/1                    | -//-                                                             |
| 6                      | Дзвіниця церкви Воздвиження Чесного Хреста (дер.) | с. Вільхівка           | 1782 р.                  | 101/2                    | -//-                                                             |
| 7                      | Церква Преображення Господнього (дер.)            | с. Квасів              | 1765 р.                  | 102/1                    | -//-                                                             |
| 8                      | Дзвіниця церкви Преображення Господнього (д)      | с. Квасів              | 1765 р.                  | 102/2                    | -//-                                                             |
| 9                      | Церква Георгія Побідоносця (дер.)                 | с. Кутрів              | 1761 р.                  | 103                      | -//-                                                             |
| 10                     | Церква святого Миколи (мур.)                      | с. Охлопів             | 1638 р.                  | 105                      | -//-                                                             |
| 11                     | Церква зачаття святої Анни (дер.)                 | с. Підбереззя          | 17 ст.                   | 106/1                    | -//-                                                             |
| 12                     | Дзвіниця Церкви зачаття святої Анни (д)           | с. Підбереззя          | 17 ст.                   | 106/2                    | -//-                                                             |
| 13                     | Церква зачаття святої Анни (дер.)                 | с. Ржищів              | 1756-1779 рр.            | 107                      | -//-                                                             |
| 14                     | Церква Покрови Пресвятої Богородиці (дер.)        | с. Брани               | 1725 р.                  | 1016                     | Постанова Ради Міністрів УРСР від 06.09.79 №442                  |
| 15                     | Церква святого Михайла (дер.)                     | с. Смолява             | 1783 р.                  | 1017                     | -//-                                                             |
| Місцевого значення     |                                                   |                        |                          |                          |                                                                  |
|                        | Ансамбль церкви Вознесіння Господнього            | м. Горохів             | 1844 р.                  | 120-м                    | Рішення виконкому обласної ради від 03.04.92 №76                 |
| 16                     | Церква Вознесіння Господнього (мур.)              | м. Горохів             | 1844 р.                  | 120-м/1                  | -//-                                                             |
| 17                     | Дзвіниця (мур.)                                   | м. Горохів             | 1844 р.                  | 120-м/2                  | -//-                                                             |
| 18                     | Собор Святої Трійці (мур.)                        | м. Берестечко          | 1910 р.                  | 39-Вл                    | Рішення виконкому обласної ради від 14.06.82 №252                |
| 19                     | Синагога (мур.)                                   | м. Берестечко          | 18 ст.                   | 57-м                     | Рішення виконкому обласної ради від 25.04.88 №103                |
| 20                     | Церква Різдва Пресвятої Богородиці (дер.)         | с. Гумнище             | 1785 р.                  | 69-м                     | Рішення виконкому обласної ради від 27.08.90 №187                |
| 21                     | Церква святого Михайла (дер.)                     | с. Довгів              | 1740-1920 рр.            | 70-м/1                   | -//-                                                             |
| 22                     | Дзвіниця (дер.)                                   | с. Довгів              | 1740-1920 рр.            | 70-м/2                   | -//-                                                             |
| 23                     | Церква Преображення Господнього (дер.)            | с. Новосілки           | 1765 р.                  | 71-м/1                   | -//-                                                             |
| 24                     | Дзвіниця (дер.)                                   | с. Новосілки           | 1765 р.                  | 71-м/2                   | -//-                                                             |
| 25                     | Церква святого Іова Почаївського (дер.)           | с. Борисковичі         | 1902 р.                  | 118-м                    | Рішення виконкому обласної ради від 03.04.92 №76                 |
| 26                     | Церква святого Михайла (мур.)                     | с. Бужани              | 1902 р.                  | 119-м                    | -//-                                                             |
| 27                     | Церква Покрови Пресвятої Богородиці (дер.)        | с. Диковини            | 1715-1720 рр.            | 121-м                    | -//-                                                             |
| 28                     | Церква Петра і Павла (дер.)                       | с. Жабче               | 1883 р.                  | 122-м                    | -//-                                                             |
| 29                     | Церква святого Дмитра (мур.)                      | с. Журавники           | 1902 р.                  | 123-м                    | -//-                                                             |
| 30                     | Церква Різдва Богородиці (дер.)                   | с. Ковбань             | 1902 р.                  | 124-м                    | -//-                                                             |
| 31                     | Церква святого Миколи (дер.)                      | с. Колмів              | 1879 р.                  | 125-м                    | -//-                                                             |
| 32                     | Церква святого Дмитра (дер.)                      | с. Липа                | 18-20 ст.                | 126-м                    | -//-                                                             |
| 33                     | Церква Різдва Богородиці (мур.)                   | с. Мерва               | 18-20 ст.                | 127-м                    | -//-                                                             |
| 34                     | Церква святого Михайла (дер.)                     | с. Мирків              | 18-19 ст.                | 128-м                    | -//-                                                             |
| 35                     | Церква святого Миколи (дер.)                      | с. Новостав            | кін. 19 ст.              | 129-м                    | -//-                                                             |
| 36                     | Церква Покрови Пресвятої Богородиці (дер.)        | с. Перемиль            | 1880 р.                  | 130-м                    | -//-                                                             |
|                        | Ансамбль церкви Георгія Побідоносця               | с. Піски               | 2 пол. 19 ст.            | 131-м                    | -//-                                                             |
| 37                     | Церква Георгія Побідоносця (мур.)                 | с. Піски               | 1854-1869 рр.            | 131-м/1                  | -//-                                                             |
| 38                     | Дзвіниця (мур.)                                   | с. Піски               | 1854-1869 рр.            | 131-м/2                  | -//-                                                             |
| 39                     | Огорожа з брамою (мур.)                           | с. Піски               | кін. 19 ст.              | 131-м/3                  | -//-                                                             |
| 40                     | Церква Введення Пресвятої Богородиці (дер.)       | с. Печихвости          | 1708-1931 рр.            | 132-м                    | -//-                                                             |
| 41                     | Церква Різдва Богородиці (дер.)                   | с. Пильгани            | 1856 р.                  | 133-м                    | -//-                                                             |
| 42                     | Церква святого Симеона Стовпника (мур.)           | с. Сільце              | 1885 р.                  | 134-м                    | -//-                                                             |
| 43                     | Церква святого Миколи (мур.)                      | с. Скобелка            | 1814 р.                  | 135-м                    | -//-                                                             |
| 44                     | Церква Успіння Пресвятої Богородиці (дер.)        | с. Скригове            | 18-20 ст.                | 136-м                    | -//-                                                             |
| 45                     | Церква Воздвиження Чесного Хреста (мур.)          | с. Угринів             | 1854 р.                  | 137-м                    | -//-                                                             |
| 46                     | Церква Введення Пресвятої Богородиці (дер.)       | с. Цегів               | 1890 р.                  | 138-м                    | -//-                                                             |
|                        | Ансамбль Церкви святих Бориса і Гліба             | с. Шклінь              | 1864 р.                  | 139-м                    | -//-                                                             |
| 47                     | Церква святих Бориса і Гліба (дер.)               | с. Шклінь              | 1864 р.                  | 139-м/1                  | -//-                                                             |
| 48                     | Дзвіниця (дер.)                                   | с. Шклінь              | 1864 р.                  | 139-м/2                  | Рішення виконкому обласної ради від 03.04.92 №76                 |
| 49                     | Келії монастиря тринітаріїв                       | м. Берестечко          | 1711 р.                  | 287-м                    | Розпорядження обласної державної адміністрації від 06.07.98 №337 |
| 50                     | Палац Плятерів (мур.)                             | м. Берестечко          | 1802 р.                  | 288-м/1                  | -//-                                                             |
| 51                     | Флігель палацу Плятерів (мур.)                    | м. Берестечко          | 17-18 ст.                | 288-м/2                  | -//-                                                             |
| 52                     | Усипальниця князя С.Пронського (м)                | м. Берестечко          | 1331 р.                  | 289-м                    | -//-                                                             |
| 53                     | Каплиця цвинтарна (мур.)                          | м. Берестечко          | 18 ст.                   | 290-м                    | -//                                                              |

## Джерело
- Пам'ятки Волинської області [Архівовано 9 листопада 2016 у Wayback Machine.]